# Valle de Beit Netofa
El Valle de Beit Netofa  (en hebreo: בקעת בית נטופה) es un valle en la región de la Baja Galilea al norte de Israel, a medio camino entre Haifa y Tiberíades. Cubriendo 46 kilómetros cuadrados, es el mayor valle en Galilea y uno de los más grandes del sur del Levante. El nombre de Valle de Beit Netofa  aparece por primera vez en la Mishná y más tarde en la literatura rabínica medieval, recibe su nombre del asentamiento judío de la época romana de Bet Netofa que se situó en el borde noreste. El nombre árabe del Valle es Sahel al-Batuf y aparece como Valle de Battof en los documentos de los cruzados cristianos.